# گرن توریسمو کانسپت
گرن توریسمو کانسپت (به انگلیسی: Gran Turismo Concept) و (グランツーリスモ コンセプト Guran Tsūrisumo Konseputo) یک بازی ویدئویی شبیه‌سازی مسابقه است که در سال ۲۰۰۲ توسط پولی‌فونی دیجیتال توسعه یافت و توسط سونی کامپیوتر انترتینمنت برای پلی‌استیشن ۲ منتشر شد. این چهارمین قسمت کلی از مجموعه گرن توریسمو است. این بازی در بازار آمریکای شمالی منتشر نشد، اگر چه نسخه‌ای از آن در قالب گرن توریسمو: نیسان ۳۵۰زد ادیشن (به انگلیسی: Gran Turismo: Nissan 350Z Edition) منتشر شد.

## نسخه‌ها

### ۲۰۰۱ توکیو
نسخه ۲۰۰۱ توکیو دارای خودروهای مفهومی نمایشگاه خودروی توکیو ۲۰۰۱ از جمله نیسان جی‌تی-آر کانسپت'۰۱ است که در مجموع ۵۱ خودرو را شامل می‌شود. این بازی همچنین با یک دفترچه راهنمای ۶۴ صفحه‌ای همراه با تصاویری از خودروهای موجود است. در یک ژانویه ۲۰۰۲ در ژاپن و آسیای جنوب شرقی منتشر شد. تا آوریل ۲۰۰۸، گرن توریسمو کانسپت ۲۰۰۱ توکیو ۴۳۰ هزار نسخه در ژاپن و ۱۰ هزار نسخه در آسیای جنوب شرقی ارسال کرده بود.

### ۲۰۰۲ توکیو-سئول
نسخه دوم، ۲۰۰۲ توکیو-سئول در ۱۶ می ۲۰۰۲ در کره جنوبی به مناسبت عرضه رسمی پلی‌استیشن ۲ در این کشور منتشر شد. این خودرو شامل خودروهایی از نسخه ۲۰۰۱ توکیو به علاوه مدل‌های اضافی بود که در نمایشگاه خودروی سئول رونمایی شد. این بازی خودروسازان کره جنوبی مانند هیوندای را در مجموعه گرن توریسمو معرفی کرد. تا آوریل ۲۰۰۸، گرن توریسمو کانسپت ۲۰۰۲ توکیو-سئول ۹۰ هزار نسخه در کره جنوبی ارسال کرده بود.

### ۲۰۰۲ توکیو-ژنو
آخرین نسخه، ۲۰۰۲ توکیو-ژنو در ۱۷ ژوئیه ۲۰۰۲ در اروپا عرضه شد. این نسخه شامل تمام خودروهای نسخه ۲۰۰۲ توکیو-سئول به علاوه مدل‌های جدیدی بود که در نمایشگاه خودروی ژنو مانند خودروی فولکس‌واگن دبلیو۱۲ رونمایی شد. یک نسخه چینی/انگلیسی ان‌تی‌اس‌سی در ۲۵ ژوئیه در آسیای جنوب شرقی منتشر شد و ۳۰ خودرو را به نسخه ۲۰۰۱ توکیو که قبلاً در این منطقه منتشر شده بود اضافه کرد. تا آوریل ۲۰۰۸، گرن توریسمو کانسپت ۲۰۰۲ توکیو-ژنو یک میلیون نسخه در اروپا و ۳۰ هزار نسخه در آسیای جنوب شرقی ارسال کرده بود. ۲۰۰۲ توکیو-ژنو نسخه قطعی جی‌تی کانسپت است، زیرا بیشترین خودروها را از جمله فورد جی‌تی۴۰ ال‌ام ادیشن را دارد.

## بازتاب‌ها و فروش
در زمان انتشار، مجله فامیتسو به نسخه ۲۰۰۱ توکیو این بازی امتیاز ۳۳ از ۴۰ را داد.
تا ۳۰ آوریل ۲۰۰۸، تمامی نسخه‌های گرن توریسمو کانسپت روی هم ۴۳۰ هزار نسخه در ژاپن، یک میلیون نسخه در اروپا و ۱۳۰ هزار نسخه در آسیا به فروش رسیده است که مجموعاً ۱٫۵۶ میلیون نسخه است.